# Scopula immutaria
Scopula immutaria là một loài bướm đêm trong họ Geometridae.